# Beethoven 3
Beethoven 3 – amerykańska komedia z 2000 roku, drugi sequel w serii o psie rasy bernardyn imieniem Beethoven.

## Główne role
- Judge Reinhold – Richard Newton
- Julia Sweeney – Beth Newton
- Joe Pichler – Brennan Newton
- Michaela Gallo – Sara Newton
- Mike Ciccolini – Tommy
- Jamie Marsh – Bill (William)
- Danielle Keaton (as Danielle Weiner) – Penny
- Frank Gorshin – wujek Morrie Newton
- Holly Mitchell – Kennel Employee

i inni

## Opis fabuły
Historia rozpoczyna się wraz z przygotowaniami Newtonów do wyprawy przez cały kraj na zlot rodzinny. Aby mieć pewność, że Beethoven dotrze również na miejsce Newtonowie wysyłają go z bratem George'a (pana domu, znanego z poprzednich części filmu) – Richardem. Dla Richarda mają to być wymarzone wakacje, dla jego rodziny (żony i dwójki dzieci) to nuda na resorach. Do czasu pojawienia się niespodziewanego pasażera, którym zostaje tytułowy bernardyn. Beethoven zaznawszy wolności zrywa psie więzy ograniczeń i dobrego wychowania i podobnie jak w poprzednich częściach, daje się we znaki nowym opiekunom. Jednak gdy Newtonom w trakcie podróży zagrażają złoczyńcy to właśnie Beethoven staje na drodze ich planom zdobywając sobie miejsce w sercach rodziny.